# Пещерная (станция)
Пеще́рная — станция на Южно-Уральской железной дороге в Челябинской области. Относится к Челябинскому отделению, Магнитогорской дистанции пути.
Расположена в посёлке Пещерная (Агаповский район) в 15 км к юго-юго-западу от центра Магнитогорска.

## Пассажирское сообщение
Осуществляется пассажирским поездом 675/676 «Уфа-Сибай» формирования Куйбышевского филиала ОАО «Федеральная пассажирская компания».
Пригородный поезд 6531/6532 «Магнитогорск-Сибай» был отменен 1 января 2013 г.